# Saloinen
Saloinen (svenska även Salois, finska: Saloinen, tidigare Salo Ul), var en kommun i Norra Österbotten i Uleåborgs län. Kommunen inkorporerades 1 januari 1973 i Brahestad. Saloinen hade vid upphörandet 5 914 (31 december 1972) invånare och omfattade en landareal av 248,8 km².

## Historia

Karta utvisande den nutida kommunen Brahestad och förutvarande kommuners gränser.

Under 1300-talets andra kvartal bildades Salo kapell under Pedersöre och blev en självständig kyrksocken senast vid sekelskiftet 1400. Under Saloinen eller möjligen under Kemi kyrksocken bildades Limingo kapell senast i mitten av 1400-talet. Kalajoki kapell grundades enligt traditionen år 1525, möjligen tidigare. Kalajoki anges som kapell under Saloinen 1536 men redan 1540 var Kalajoki en självständig kyrksocken.
Från Saloinen avskildes 1568 Pyhäjoki kapell och på 1590-talet Karlö kapell. Båda blev sedan kyrksocknar. Salo stad grundades år 1649. Både stad och socken ingick från 1652 i Kajana friherrskap och staden fick då namnet Brahestad. År 1689 avskildes Siikajoki till en egen kyrksocken. 1912 tillfördes ett område med 623 personer från Pattijoki kommun.
På Trettondagen 1930 brann den medeltida Sankt Olofskyrkan som var byggd i trä. År 1961 inleddes bygget av ett stålverk i Saloinen som fick namnet Rautaruukki Abp. Bygget gav anledning till Brahestads inkorporering av Saloinen.

## Tätorter
Vid Statistikcentralens tätortsavgränsning den 31 december 1970 fanns låg två tätorter delvis inom Saloinens kommuns område. Tätortsgraden var 47,1 %.
| Nr | Tätort                            | Folkmängd |
| -- | --------------------------------- | --------- |
| 1  | Saloinens kyrkby                  | 2 330     |
| 2  | Brahestads centraltätort (del av) | 144       |

Saloinens kyrkby var delad mellan Saloinen och Brahestad men hela tätortens befolkning bodde i Saloinens kommun. Brahestads centraltätort var delad mellan Brahestad, Saloinen och Pattijoki

## Befolkningsutveckling
| Befolkningsutvecklingen i Saloinen 1880–1970                                                                      | Befolkningsutvecklingen i Saloinen 1880–1970 | Befolkningsutvecklingen i Saloinen 1880–1970 | Befolkningsutvecklingen i Saloinen 1880–1970 | Befolkningsutvecklingen i Saloinen 1880–1970 |
| --- | -------------------------------------------- | -------------------------------------------- | -------------------------------------------- | -------------------------------------------- |
| |                                              |                                              |                                              |                                              |
| År |                                              |                                              | Folkmängd                                    |                                              |
| 1880 | 1880                                         |                                              | 1 318                                        |                                              |
| 1890 | 1890                                         |                                              | 1 351                                        |                                              |
| 1900 | 1900                                         |                                              | 1 439                                        |                                              |
| 1910 | 1910                                         |                                              | 1 528                                        |                                              |
| 1920 | 1920                                         |                                              | 2 337                                        |                                              |
| 1930 | 1930                                         |                                              | 2 496                                        |                                              |
| 1940 | 1940                                         |                                              | 2 490                                        |                                              |
| 1950 | 1950                                         |                                              | 3 029                                        |                                              |
| 1960 | 1960                                         |                                              | 3 274                                        |                                              |
| 1970 | 1970                                         |                                              | 5 253                                        |                                              |
| Anm: Uppgifterna avser befolkningen den 31 december nämnda år enligt områdesindelningen den 1 januari året efter. |                                              |                                              |                                              |                                              |